# دوكسيفازيبام
دوكسيفازيبام هو دواء ينتمي لفئة البنزوديازيبينات له خصائص مزيلة للقلق، ومضادة للاختلاج، ومهدئة، ومرخية للعضلات الهيكلية، لذا يُستخدم علاجيًا كمنوم.
سُجّلت براءة اختراع مركب دوكسيفازيبام في عام 1972، وبدأ استخدامه في التطبيقات الطبية كعلاج في عام 1984. اشتقّ مركّب الدوكسيفازيبام من مركب الفلورازيبام في عام 1975، ووُجد أنّ مفعوله أقوى بمقدار مرتين إلى 4 مرات من ركب الفلورازيبام، وفي نفس الوقت أقل سمّية بمقدار النصف في حيوانات المختبر.

## الآثار الجانبية
وصف مقال نُشر في المجلد السادس والستين من نشرة منظمة الصحة العالمية، والوكالة الدولية لأبحاث السرطان التأثيرات السامّة والمسبّبة للسرطان لعقار الدوكسيفازيبام على البشر وحيوانات التجارب، وذكر المقال أن هناك أدلة غير كافية على تسبب عقار الدوكسيفازيبام في الإصابة بالسرطان في البشر، وأدلة تجريبيّة محدودة على تسبب عقار الدوكسيفازيبام في الإصابة بالسرطان في حيوانات المختبر، وخلص المقال إلى أن مادة دوكسيفازيبام لا يمكن تقييمه بوجه عام كأحد مسببات السرطات.